# Гніздичненська сільська рада
Гнізди́чненська сільська́ ра́да — адміністративно-територіальна одиниця та орган місцевого самоврядування у Збаразькому районі Тернопільської області. Адміністративний центр — село Гніздичне.

## Загальні відомості
Гніздичненська сільська рада утворена в 1940 році.
- Територія ради: 30,37 км²
- Населення ради: 1 807 осіб (станом на 2001 рік)

## Населені пункти
Сільській раді були підпорядковані населені пункти:
- с. Гніздичне
- с. Хоми
- с. Чеснівський Раковець

## Склад ради
Рада складалася з 16 депутатів та голови.
- Голова ради: Бойко Віталій Васильович
- Секретар ради: Вітик Ніна Григорівна

### Керівний склад попередніх скликань
| Прізвище, ім'я, по батькові | Основні відомості                                                               | Дата обрання | Дата звільнення |
| --------------------------- | ------------------------------------------------------------------------------- | ------------ | --------------- |
| Бойко Віталій Васильович    | Сільський голова, 1959 року народження, освіта середня спеціальна, безпартійний | 26.03.2006   | 31.10.2010      |
| Бойко Віталій Васильович    | Сільський голова, 1959 року народження, освіта середня спеціальна, безпартійний | 31.10.2010   |                 |

Примітка: таблиця складена за даними сайту Верховної Ради України

### Депутати
За результатами місцевих виборів 2010 року депутатами ради стали:

#### За суб'єктами висування
| Суб'єкт висування | Кількість обраних депутатів | %   |
| ----------------- | --------------------------- | --- |
| Самовисування     | 16                          | 100 |

#### За округами
| № округу | Прізвище, ім'я, по батькові      | Дата визнання обраним | Освіта             | Партійна приналежність             | Відомості про обраного депутата                                    |
| -------- | -------------------------------- | --------------------- | ------------------ | ---------------------------------- | ------------------------------------------------------------------ |
| 1        | Сукач Надія Петрівна             | 02.11.2010            | вища               | позапартійна                       | пенсіонер                                                          |
| 2        | Підвінська Олександра Григорівна | 02.11.2010            | вища               | позапартійна                       | пенсіонер                                                          |
| 3        | Вітик Ніна Григорівна            | 02.11.2010            | вища               | член Соціалістичної партії України | Гніздичненська сільська рада, секретар виконкому                   |
| 4        | Гупалюк Ганна Василівна          | 02.11.2010            | середня спеціальна | позапартійна                       | Філія бібліоьеки с, Гніздичне, завідувачка                         |
| 5        | Колачик Галина Василівна         | 02.11.2010            | середня            | позапартійна                       | Гніздичненська сільська рада, інспектор по військовому обліку      |
| 6        | Соколік Віталій Степанович       | 02.11.2010            | вища               | позапартійний                      | Гніздичненська загальноосвітня школа І-ІІІ ст., вчитель            |
| 7        | Погода Петро Степанович          | 02.11.2010            | середня спеціальна | позапартійний                      | Гніздичненська загальноосвітня школа І-ІІІ ст., оператор котельні  |
| 8        | Садова Ірина Іванівна            | 02.11.2010            | незакінчена вища   | позапартійна                       | пенсіонер                                                          |
| 9        | Соломон Олександр Богданович     | 02.11.2010            | середня спеціальна | позапартійний                      | Будинок культури с. Гніздичне, директор                            |
| 10       | Чухрай Анна Антонівна            | 02.11.2010            | середня спеціальна | позапартійна                       | тимчасово не працює                                                |
| 11       | Ботюк Надія Семенівна            | 02.11.2010            | середня спеціальна | позапартійна                       | Амбулаторія с. Гніздичне, медсестра                                |
| 12       | Мучинський Василь Васильович     | 02.11.2010            | вища               | позапартійний                      | тимчасово не працює                                                |
| 13       | Божик Галина Степанівна          | 02.11.2010            | середня спеціальна | позапартійна                       | Фельшерсько-акушерський пункту с. Хоми, санітар                    |
| 14       | Гупалюк Тамара Андріївна         | 02.11.2010            | середня            | позапартійна                       | Відділення поштового зв'язку, начальник                            |
| 15       | Бойко Євгенія Сергіївна          | 02.11.2010            | вища               | позапартійна                       | Бібліотек-філія с. Чеснівський Раковець, головний бібліотекар      |
| 16       | Дробоцька Неоніла Андріївна      | 02.11.2010            | незакінчена вища   | позапартійна                       | Фельширсько-акушерського пункту у с. Чеснівський Раковець, санітар |